# 志愿军：存亡之战
《志愿军：存亡之戰》（英語：The Volunteers: The Battle of Life and Death）为《志愿军三部曲》系列电影的第二部，影片改编自兰晓龙小说《战与祀》，由陈凯歌担任导演。系列电影讲述了抗美援朝战争中第三次战役到第五次战役，其中铁原阻击战是第二部的重头戏。

## 剧情
《志愿军：存亡之战》故事围绕抗美援朝战争第五次战役中的铁原阻击战展开。1951年5月，中国人民志愿军和人民军一个月内连续作战，部队疲劳的同时粮弹紧缺，在中朝联合司令部的命令下，各兵团主力开始向北转移休整。然而，在转移初期联合国军就开始了大规模的反扑，企图割裂中国人民志愿军和人民军的防线。为了掩护数十万志愿军转移和休整，第63军临危受命，2.5万名将士在铁原与近5万“联合国军”展开激烈战斗，历经12个昼夜抵挡住敌军步坦炮协同的数次冲锋。这场战斗彻底粉碎了敌人企图摧毁志愿军后方基地、消灭志愿军主力的阴谋，为稳定朝鲜战场局势起到了至关重要的作用。

## 演员

### 主要演员
| 演员   | 角色   | 备注                               |
| ------ | ------ | ---------------------------------- |
| 朱一龙 | 李想   | 志愿军第63军188师1营教导员         |
| 辛柏青 | 李默尹 | 志愿军司令部高级参谋               |
| 张子枫 | 李晓   | 中国赴联合国代表团翻译助理         |
| 朱亚文 | 吴本正 | 归国军工专家                       |
| 陈飞宇 | 孙醒   | 志愿军第38军112师335团1营3连副连长 |
| 王砚辉 | 彭德怀 | 中国人民志愿军司令员兼政治委员     |
| 肖央   | 赵安南 | 爱国华侨、志愿运输队司机           |
| 吴京   | 傅崇碧 | 志愿军63军军长                     |
| 张宥浩 | 杨三弟 | 志愿军第40军118师师部报务员        |
| 欧豪   | 张孝恒 | 军工专家警卫员                     |
| 韩东君 | 蔡长元 | 志愿军63军189师师长                |
| 郭晓东 | 解方   | 志愿军参谋长                       |
| 李卓阳 | 杨传玉 | 志愿军第38军112师335团1营3连战士   |
| 任重   | 张英辉 | 志愿军63军188师师长                |
| 李乃文 | 韩先楚 | 志愿军副司令员                     |
| 聂远   | 洪学智 | 志愿军副司令员                     |
| 唐曾   | 杨凤安 | 彭德怀司令员军事秘书               |
| 王挺   | 邓华   | 志愿军第二任司令员                 |
| 赫子铭 | 老郑   | 志愿军第63军188师1营营长           |
| 王阳   | 龙道权 | 志愿军第63军政委                   |
| 贾冰   | 李涛   | 军委作战部部长                     |

## 制作和发行

### 电影制作
- 系列电影于2022年7月5日开机，2023年8月8日杀青，历时399天。开机前176名演员进行了长达近三个月的专业军事动作训练。电影最初设想是上下两部，但最终决定为三部曲。
- 第二部影片涉及的所有服装大约有25000套，其中仅志愿军的军服合计约5万斤。铁原的战场是《志愿军》三部曲中最大的拍摄场地，约有20万平米，甚至在摄影棚中通过美术置景还原出了真实的战场。第五次战役中的强渡临津江是电影里另一场重点战斗，为了使临津江的雾不散开，剧组将整个战场搭建在棚里，成功将雾“拢住”。

### 电影发行
- 2024年9月27日，《志愿军：存亡之战》在北京举办首映礼。
- 2024年9月30日，在中国大陆上映。
- 电影主创为电影推广进行了系列全国路演，包括：北京（9月28日）、南京（9月29日）、西安（9月30日）、广州（10月1日）、福州（10月2日）、杭州（10月3日）、苏州（10月4日）、合肥（10月5日）、重庆（10月6日）。

## 主题曲
| 曲序 | 曲目               |        | 作曲       | 演唱 |
| ---- | ------------------ | ------ | ---------- | ---- |
| 1.   | 绽放（片尾曲）     | 金灿灿 | 钱雷       | 张杰 |
| 2.   | 黄河对口曲（插曲） | 光未然 | 冼星海     |      |
| 3.   | 北风吹（插曲）     | 贺敬之 | 马可、张鲁 |      |

## 票房
中国大陆获得11.96亿人民币，是国庆档的最大赢家。
| 上一届： 《变形金刚：起源》 | 2024年中国内地一周票房冠军 第40-42周 | 下一届： 《毒液：最后一舞》 |